# Festival di Napoli 1970
Il diciottesimo festival della canzone napoletana si tenne a Capri dal 16 al 18 luglio 1970.

## Classifica, canzoni e cantanti
| Posizione | Canzone                              | Autori                                              | Artista                                                    | Voti |
| 1.        | Me chiamme ammore                    | (Faiella e Di Francia)                              | Peppino Di Capri - Gianni Nazzaro                          | 42   |
| 2.        | 'O divorzio                          | (Matassa, Gallifuoco e Franchi)                     | Franco Franchi - Angela Luce                               | 35   |
| 3.        | 'A madonna d' 'e rose Distrattamente | (Di Maio, Perugini e Acampora) (Palomba e Aterrano) | Tony Astarita - Mario Abbate Tony Astarita - Anna Identici | 22   |
| 5         | Chitarra rossa                       | (Russo e V. e S. Mazzocco)                          | Mirna Doris - Mario Merola                                 | 20   |
| 6         | 'Nnammurato 'e te!                   | (Fiorini e Schiano)                                 | Mario Merola - Luciano Rondinella                          | 19   |
| 7         | Funtanella                           | (Dura, Troia e C. e M. Salerni)                     | Mario Da Vinci - Louiselle                                 | 15   |
| 8         | Perdutamente                         | (Zanfagna e Barile)                                 | Angela Bini - Raoul                                        | 14   |
| 8         | Ricorde 'e 'nnammurate               | (Annona e Campassi)                                 | Nino Fiore - Mario Trevi                                   | 14   |
| 10        | Malacatena                           | (Fiore, Festa e Iglio)                              | Nino Fiore - Mario Trevi                                   | 11   |
| 11        | Casanova '70                         | (Barrucci, Iannuzzi e Marsiglia)                    | Antonio Buonomo - Oreste Lionello                          | 10   |
| 12        | 'O guastafeste                       | (Moxedano, Colucci, Sorrentino e Cofra)             | Mario Merola - Luciano Rondinella                          | 8    |
| 13        | 'Nnammurato 'e Marechiaro            | (Pisano e Alfieri)                                  | Mario Abbate - Antonio Buonomo                             | 5    |
| 14        | Quanno sponta primmavera             | (Bonagura, Rutigliano e De Angelis)                 | Louiselle - Nunzio Gallo                                   | 3    |

### Non finaliste
| Canzone                    | Autori                                                             | Artista                                    |
| 'A mossa                   | (Soricillo, Negri e Forte)                                         | Mirna Doris - Franco Franchi               |
| 'A nave                    | (Miro, Irolli e Inasis)                                            | Miro - La Nuova Generazione                |
| Dispietto pe' dispietto    | (G. e M. Compostella, Amoruso e Cioffi)                            | Pino Mauro - Pina Iodice e Gino Di Procida |
| Il sole è nato a Napoli    | (Vindez e Manetta)                                                 | Mario Abbate - Noris De Stefani            |
| M' è fatto muri'           | (Testa e De Simone)                                                | Ombretta Colli - Oreste Lionello           |
| 'O cavalluccio russo russo | (Cascella e Di Napoli)                                             | Wilma De Angelis - Enzo Conte              |
| Parlame                    | (Bonassisi, Amato, Bertero e Marini)                               | Milky & Formula Sei - I Lord Thomas        |
| Sulitario                  | (Enzo Di Domenico e Giovanni Marigliano)                           | Mario Trevi - Giulietta Sacco              |
| Suonno doce                | (Vincenzo De Caro, Arturo Duyrat, Nicola Visci e Enrico Buonafede) | Enzo Del Forno - Nunzia Greton             |
| Torna a ffa pace           | (Chiarazzo e Ruocco)                                               | Rosy Pomilia - Salvatore Zinzi             |

## Ospiti d'onore
Carlo Dapporto, Antonella Steni, Enrico Simonetti, Alberto Lupo, Pietro De Vico e The Showmen.

## Organizzazione
Dell'Ente per la Canzone Napoletana - Ente Salvatore Di Giacomo